# O Filho Pródigo (romance)
O Filho Pródigo é um romance popular de Hall Caine, publicado em inglês em novembro de 1904 pela editora Heinemann e traduzido para português por Januário Leite e publicado em 1907, em Lisboa, pela A. M. Teixeira & Ca. 
O romance passa-se numa quinta de criação de ovelhas, na Islândia rural, com cenas em Londres e na Riviera Francesa. Magnus descobre no dia do casamento que a sua noiva, Thora, está apaixonada pelo seu irmão Oscar, um compositor. Depois de a libertar do compromisso de casamento, Thora casa-se com Oscar. Depois da morte de Thora, um atormentado Oscar coloca as únicas cópias das suas composições musicais no caixão da sua amada. Mais tarde, realizará a exumação do cadáver para recuperar a música.
O romance foi imediatamente adaptado por Caine ao teatro e a peça foi estreada, a 28 de agosto de 1905, no National Theatre em Washington, DC, no New Amsterdam Theatre de Nova Iorque, a 4 de setembro do mesmo ano, e no Theatre Royal, Drury Lane, em Londres, no dia 7 de setembro do mesmo ano, com George Alexander a interpretar Oscar e a irmã de Caine, Lilian, a interpretar o papel de Thora. Depois de temporada longa em Drury Lane, a peça regressou à cena em 1907.
O Filho Pródigo foi adaptado ao cinema em 1923, com realização de AE Coleby. Com  O Filho Pródigo, Com as suas 19 bobinas e mais de 5000 metros de fita, tornou-se o mais longo filme comercial britânico. 